# Ein gefährlicher Gegner
Ein gefährlicher Gegner (Originaltitel The Secret Adversary) ist der zweite Kriminalroman von Agatha Christie. Er erschien zuerst im Januar 1922 im Vereinigten Königreich bei The Bodley Head und später im selben Jahr in den USA bei Dodd, Mead and Company. Die deutsche Erstausgabe wurde 1932 unter dem Titel Die Abenteurer-G. m. b. H. in der Übersetzung von Irene Kafka im Goldmann Verlag Leipzig veröffentlicht.
Dieser Roman führt Tommy und Tuppence Beresford ein, die in drei weiteren Romanen und einer Sammlung von Kurzgeschichten die Hauptrolle spielen. Tommy und Tuppence sind die einzigen Hauptfiguren in den Romanen Agatha Christies, die eine eigene Biographie mit Heirat, Geburt des Kindes, Karriere und Alter haben.

## Handlung
Die Geschichte spielt 1919 sowohl in London als auch in einigen abgelegenen Orten Großbritanniens. Die beiden jungen Leute Tommy Beresford und Prudence, genannt „Tuppence“ Cowley, nach dem Ersten Weltkrieg ohne Arbeit und Geld, planen die Gründung der Abenteurer GmbH, eine Art Detektivbüro.
Sie treffen sich zum Tee, beim Betreten des Restaurants hören sie zufällig in einem Gespräch den Namen Jane Finn. Später wird Tuppence von Mr. Whittington angesprochen, der ihr eine gut dotierte Stelle anbietet. Er fragt, wie sie heißt, und Tuppence verwendet den gerade aufgeschnappten Namen Jane Finn. Sie wird von Mr. Whittington zu einem Treffen eingeladen.
Bei diesem Treffen in seinem Büro tut Tuppence weiter so, als ob sie Jane Finn sei, und setzt Whittington mit ihrem nicht vorhandenen Wissen unter Druck. Das Treffen endet abrupt und Tuppence erhält das gewünschte Geld. In der Hoffnung, noch mehr Geld aus Mr. Whittington herauszuholen, beschließen die beiden ihn zu beschatten. Bald finden sie jedoch sein Büro verschlossen und er ist ohne eine Spur verschwunden. Dieses Verhalten zeigt, dass es noch einen anderen Hintergrund in dieser Geschichte geben muss. Um das herauszufinden, geben sie ein Zeitungsinserat auf, in dem sie nach Informationen Jane Finn betreffend fragen.
Eine der Antworten kommt von einem Mr. Carter, einem führenden Mitglied des Britischen Geheimdienstes. Er erklärt beiden die Fakten über Jane Finn, die der Leser schon aus dem Prolog des Buches kennt. Jane Finn war eine Passagierin auf der Lusitania, als diese vier Jahre zuvor sank. Sie war kurz vor dem Besteigen des Rettungsbootes von einem Amerikaner gebeten worden, wichtige Vertragsunterlagen an sich zu nehmen, weil er wusste, dass er getreu dem Motto „Frauen und Kinder zuerst!“ nicht gerettet werden würde. Im Falle, dass sie gerettet würde und überlebte, sollte sie die Unterlagen zur amerikanischen Botschaft nach London bringen. Seit diesem Zeitpunkt fehlt von Jane Finn und von den Unterlagen jede Spur. Mr. Carter gibt die Einschätzung ab, dass der Inhalt der Unterlagen die derzeitige britische Regierung bloßstellen und zu einem bolschewistischen Putsch führen würde. Tommy und Tuppence stimmen zu, für Carter inoffiziell zu arbeiten, mit der Aufgabe, den Vertrag zu finden und die bolschewistische Verschwörung aufzudecken sowie ihren Anführer Mr. Brown zu enttarnen. Carter verspricht, alle ihre Ausgaben zu decken und noch eine beträchtliche Summe zusätzlich zu zahlen.
Die zweite Antwort kommt von einem Amerikaner, Julius Hersheimer, der erklärt, ein Cousin von Jane Finn und Alleinerbe der Millionen seines Vaters zu sein. Er ist schon lange auf der Suche nach seiner Cousine und hat auch schon verschiedene europäische Polizeiorganisationen wie auch Scotland Yard um Hilfe gebeten. Sein einziges Foto von Jane hat er an einen vermeintlichen Inspektor gegeben. Als allerdings ein weiterer Inspektor von Scotland Yard – Inspektor Japp – auftaucht und ein Bild verlangt, wird ihm klar, dass der erste „Inspektor“ Brown der geheimnisvolle Mr. Brown sein muss. An diesem Punkt ziehen Tommy und Tuppence Julius ins Vertrauen, und die drei beschließen zusammenzuarbeiten.
Die einzige Spur, die sie zu diesem Zeitpunkt haben, ist der Name Rita, von Whittington während seines Treffens mit Tuppence in seinem nun geschlossenen Büro verwendet. Tommy und Tuppence beschließen, nach einer Rita unter den überlebenden Passagieren der Lusitania zu suchen, und entdecken eine Frau namens Marguerite Vandemeyer, die Rita als Spitznamen verwendete. Glücklicherweise sehen sie, wie der plötzlich wieder aufgetauchte Whittington und eine zweite Person (später als Boris Ivanovitch, Graf Stepanov, identifiziert) Ritas Wohnung verlassen. Die Handlung teilt sich nun in drei Stränge auf: Tommy folgt Boris durch London zu einem Haus im Stadtteil Soho, Julius verfolgt Whittington im Zug nach Bournemouth und Tuppence ergreift die Chance, als Hausmädchen bei Rita tätig zu werden. Boris führt Tommy ungewollt direkt in ein Treffen bolschewistischer Verschwörer, die ihn entdecken und festsetzen. Weil sie annehmen, dass er Wissen über Jane Finn hat, verschieben sie seine Ermordung.
Inzwischen hat Tuppence nach der Abreise von Tommy Kontakt zu Albert, dem Liftboy im Haus von Rita Vandemeyers Wohnung, aufgenommen und ihn zum „Junior Agenten“ in den fiktiven „American Detective Forces“ ernannt. Er erweist sich als treuer Helfer. Als sie dann ein Gespräch von Rita und Boris belauscht, ist klar, dass sie in ein Wespennest gestochen hat: Es gibt eine Beziehung zu Mr. Brown. Der nächste Besucher ist Sir James Peel Edgerton, ein angesehener Kronanwalt, der Rita oft in die Stadt begleitet und vor dem Boris Rita gewarnt hatte. Als Sir James die Wohnung verlässt, macht er eine eigenartige Bemerkung über Tuppence’ neuen Arbeitsplatz.
Nach Feierabend treffen sich Tuppence und Julius im Hotel Ritz, wo sich alle inzwischen eingemietet haben, nach dessen Rückkehr aus Bournemouth. Julius berichtet Tuppence Folgendes: Er war Whittington bis zu einem privaten Pflegeheim gefolgt, wo sich Whittington mit einer Krankenschwester traf. Julius beobachtete die beiden von einem Baum aus, auf den er geklettert war. Gerade als Whittington und die Krankenschwester das Pflegeheim mit einer weiblichen Patientin verließen, brach der Ast ab und Julius stürzte hinunter. Er wurde von Dr. Hall, dem Besitzer des Pflegeheims, versorgt, kann dann aber wieder nach London zurückkehren. Als beide nun ihre Erlebnisse Revue passieren lassen, fällt ihnen auf, dass sie nichts von Tommy und seinem Verbleib gehört haben. Völlig verzweifelt bittet Tuppence Carter um Hilfe. Julius kauft sich erst einmal, um besser durch sein Abenteuer zu kommen, einen nagelneuen Rolls-Royce und zahlt dem Eigentümer das Zweieinhalbfache des Wertes.
Nach einigen ereignislosen Tagen überzeugt Tuppence Julius, bei James Edgerton Unterstützung zu suchen. Sie beruft sich auf seine Bemerkung in Ritas Wohnung. Sie erzählt Sir James von Tommys Verschwinden und er verspricht, seine Beziehungen zu Rita zu nutzen, um etwas herauszufinden. Dazu will er später am Abend Rita besuchen. Tuppence kehrt an ihren Arbeitsplatz zurück und sieht, dass Rita untertauchen will, und überwältigt sie. In der nun folgenden Unterredung gelingt es Tuppence, wichtige Informationen über Jane Finn, Tommy und den mysteriösen Mr. Brown im Austausch gegen einen beträchtlichen Geldbetrag aus Julius’ Portemonnaie zu erhalten. In dem Moment, als Julius und Sir James eintreffen, fällt Rita in Ohnmacht, wird mit einigen Brandys wiederbelebt und stirbt kurz danach an einer Vergiftung.
Nach diesem tödlichen Ende nehmen die drei Kontakt zu Dr. Hall auf, der einzigen Person, die wissen kann, wo Mr. Whittington ist. Es kommt heraus, dass Jane Finn unter dem Namen Janet Vandemeyer in sein Pflegeheim kam, um ihren völligen Gedächtnisverlust nach dem Untergang der Lusitania zu heilen. An dem Abend von Mr. Whittingtons Besuch wurde sie nach London an einen unbekannten Ort gebracht.
Mit der Absicht, sich nun aus der Ermittlung auszuklinken, gibt Sir James bekannt, in seinen geplanten Urlaub zu starten. Er will aber hinter den Kulissen weiter ermitteln. Julius ist frustriert von der fruchtlosen Suche und bereit aufzugeben. Er schlägt Tuppence vor, ihn zu heiraten. Sie verlässt jedoch völlig überstürzt das Ritz, nachdem sie ein Telegramm von Tommy erhalten hat, eine Notiz hinterlassend, in der sie sein Angebot ablehnt. Tommy wird in der Zwischenzeit im Haus der Verschwörer gefangen gehalten. Er erhält sein Essen von einer jungen Frau namens Annette. Es ist nun klar, dass er nichts über Jane Finn weiß, und die Verschwörer bereiten seine Ermordung vor. Einer der Verschwörer macht sich auf den Weg zum Ritz, um dort mit dem Wissen über Tommys Verbleib noch Geld zu erpressen. Tommys Situation verbessert sich, als Annette seine Flucht ermöglicht, sich aber weigert mitzukommen. Ins Ritz zurückgekehrt, erkennen Tommy und Julius, dass das Telegramm an Tuppence nur dazu diente, sie wegzulocken. Aber an der angegebenen Adresse finden sie keine Spur von ihr.
Inzwischen hat Sir James Jane Finn entdeckt, die nach einem Unfall ihr Gedächtnis wiedergefunden hat. Tommy, Julius und James machen sich auf den Weg zum Versteck der Papiere von der Lusitania. Das Versteck ist aber leer bis auf eine Nachricht von Mr. Brown. Als er erkennt, dass die Verschwörer nun im Besitz der Dokumente sind, rast Tommy nach London, um Mr. Carter zu informieren. Dort angekommen, erfährt er eine weitere schlechte Nachricht: Teile von Tuppence’ Kleidung wurden an der Küste gefunden.
Völlig niedergeschlagen kommt Tommy zurück zum Ritz, in der Absicht, endlich etwas über Tuppence’ Schicksal zu erfahren. Er und Julius verdächtigen sich gegenseitig, geraten aneinander und Julius verlässt das Hotel. Tommy entscheidet sich, ein Angebot von Sir James anzunehmen, für ihn auf einer seiner Farmen in Argentinien zu arbeiten. Auf der Suche nach einem Bogen Schreibpapier findet er in einer von Julius’ Schubladen ein Foto von Annette. Dieser zufällige Fund eröffnet neue Wege: Tommy schließt daraus, dass die Jane Finn, die sie gefunden hatten, von den Verschwörern eingeschleust worden war, um ihnen zu zeigen, dass das Spiel vorbei sei. Dadurch glaubt er der Lösung näher zu sein, als sie bisher dachten, und teilt Mr. Carter mit, dass die Spuren von Tuppence’ Kleidung falsch seien. Er glaubt, dass die Verschwörer die wahre Jane Finn freilassen, wenn sie sie zu den versteckten Dokumenten führt.
Tommy erhält dann von Mr. Carter eine Kopie des Telegramms an Tuppence und bemerkt, dass an diesem Änderungen vorgenommen wurden, nachdem Tuppence es gelesen hatte, um ihn in die Irre zu leiten. Albert hat aber das erste Telegramm gesehen und beide machen sich auf den Weg zu Tuppence. Tommy hinterlässt eine falsche Nachricht für Julius, in der er schreibt, er sei auf dem Weg nach Argentinien. Julius will endlich seine Cousine finden und entscheidet sich, Gewalt anzuwenden. Er entführt Mr. Kramenin, einen bekannten Sympathisanten der Bolschewiki und verdächtigen Verschwörer. Mit der Pistole am Kopf führt Kramenin Julius zum Versteck von Tuppence und Jane Finn. Sie können mit Julius’ Auto fliehen, werden aber verfolgt. Es wird aber klar, dass Annette und Jane Finn dieselbe Person sind. Annette hat die ganze Zeit unter der Amnesie gelitten. Tommy gelingt es, auf das fliehende Auto zu springen. Er erlangt Julius’ Waffe und kann die Frauen befreien. Er schickt sie mit dem Zug zu Sir James nach London und bleibt bei Julius.
Auf der Fahrt nach London merken die Frauen, dass sie verfolgt werden. Aber mit einigen Tricks können sie die Verfolger abschütteln und erreichen das Haus von Sir James. Hier erzählt Jane ihre Geschichte: Nachdem sie das Paket erhalten hatte, kam ihr Mrs. Vandemeyer verdächtig vor. Sie überwand ihre Angst, ersetzte den Vertrag in dem Paket durch leere Blätter und versteckte den echten Vertrag in einer Zeitschrift. Auf der Zugfahrt nach London wurde sie überfallen und wachte an einem unbekannten Ort auf. Als ihre Entführer die leeren Blätter entdeckt hatten, begannen sie, sie zu foltern. Sie entschied sich die Amnesie vorzutäuschen und nur französisch zu sprechen. In der Nacht versteckte sie den Vertrag auf der Rückseite eines Bildes in ihrem Zimmer. Sie wurde dann von Rita Vandemeyer bewacht und später musste sie Tommy in seiner Gefangenschaft bedienen.
Mit diesen Informationen schlägt Sir James vor, den Vertrag sofort zu holen. Er ist sich sicher, dass die Frauen von Mr. Brown verfolgt werden. Tuppence teilt ihm auch ihren Verdacht mit, dass Julius Mr. Brown ist, der den echten Julius und Mrs. Vandemeyer umgebracht hat. Sir James teilt den Verdacht und sie machen sich auf den Weg zum Versteck. Im Haus werden die Dokumente letztlich entdeckt. Sir James konfrontiert Jane und Tuppence damit, dass er der Kopf der Verschwörer ist, der sie nun töten wird. Tommy und Julius stürzen ins Zimmer, sie haben sich inzwischen ausgesprochen und das Versteck erraten. Sir James begeht Selbstmord. Julius gibt eine Party für alle Beteiligten, um alles noch einmal zu rekapitulieren. Der Roman schließt mit der Verlobung sowohl von Julius und Jane als auch von Tommy und Tuppence.

## Kritiken
Zur Veröffentlichung der Erstausgabe wurde das Buch im The Times Literary Supplement am 26. Januar 1922 besprochen und als „ein Wirbel von spannenden Abenteuern“ bezeichnet. Es wird festgestellt, dass die Charaktere von Tommy und Tuppence „erfrischend originell“ seien, und gelobt, dass die Identität des Mr. Brown bis zum Ende verborgen bleibt.
The New York Times Book Review vom 11. Juni 1922 war ebenfalls beeindruckt und stellte fest: „Es ist sicher, außer der Leser schaut in das letzte Kapitel, dass er nicht erraten wird, wer der gefährliche Gegner ist, bis die Autorin es offenbaren will“. Die Rezension gab ein ironisch gemeintes Kompliment, dass Christie auch noch die unglaublichsten Situationen und Entwicklungen plausibel erklärt. Trotzdem räumt sie ein, dass Agatha Christie einen klugen und trotzdem leichten Stil mit amüsanten Dialogen hat, der den Leser auf dem langen Weg Tommys und Tuppences zu dem mysteriösen Mr. Brown mitreißt. Manche der Situationen seien schon oft von anderen Schriftstellern verwendet worden, aber Miss Christie setze sie mit einem neuen Gefühl von Individualität ein.

## Wichtige englisch- und deutschsprachige Ausgaben
- 1922 Erstausgabe UK John Lane (The Bodley Head) Januar 1922, Hardback
- 1922 Erstausgabe USA Dodd Mead and Company (New York) 1922, Hardback
- 1932 Deutsche Erstausgabe unter dem Titel: Die Abenteurer-G. m. b. H.: Übersetzung von Irene Kafka: Goldmann Leipzig[4]
- 1959 Deutsche Neufassung: Ein gefährlicher Gegner: Übersetzung von Werner von Grünau: Desch München; Wien; Basel[7]
- 2017 Neuübersetzung von Giovanni Bandini, Atlantik Verlag, Hamburg

## Hörbücher
- 2008 Ein gefährlicher Gegner 6 CDs: einzige ungekürzte Lesung. Sprecher: Manfred Fenner. Regie: Ann-Sophie Weiß. Aus dem Englischen von Werner von Grünau: Marburg: Verlag und Studio für Hörbuchproduktionen[8]
- 2009 Ein gefährlicher Gegner 3 CDs: gekürzte Lesung. Aus dem Englischen von Sven Koch. Gelesen von Johannes Steck. Regie: Angela Kuhn: München: Der Hörverlag[9]

## Verfilmungen

### Die Abenteurer-G.m.b.H (1929)
Ein gefährlicher Gegner  war die zweite Arbeit von Agatha Christie, die in einen Film umgesetzt wurde. Produziert in den deutschen Studios von Orplid Film, kam er am 15. Februar 1929 unter dem Titel die Die Abenteurer GmbH in die deutschen Kinos, ein Stummfilm mit einer Länge von 76 Minuten. Regie führte Fred Sauer. In den USA und dem Vereinigten Königreich lief er unter dem Titel Adventures Inc. Die Namen der Hauptpersonen wurden für den Film verändert.

### The Secret Adversary (1983)
Das Buch diente als Grundlage der Pilotstaffel der zehnteiligen englischen Fernsehserie Agatha Christies Partners in Crime, die vom London Weekend Television produziert und am 9. Oktober 1983 ausgestrahlt wurde. Die deutsche Version des Pilotfilms heißt Ein gefährlicher Gegner und hat eine Gesamtlänge von ca. 110 Minuten. Unter dem Titel Detektei Blunt wurde die Serie 1986 im deutschen Fernsehen ausgestrahlt.

### Agatha Christie – Partners in Crime (2015)
Es handelt sich um eine Neuverfilmung von Ein gefährlicher Gegner als drei Folgen einer sechsteiligen britischen TV-Serie der BBC mit Beginn am 26. Juli 2015. Das Drehbuch wurde von Zinnie Harris geschrieben, Edward Hall führte Regie. Die Handlung wurde ins England der 1950er Jahre verlegt. Die ersten drei Folgen wurden als Der Auftrag / Das Haus in Soho / Anassa Anfang Januar 2019 mit einer Gesamtlänge von ca. 160 Minuten im deutschen Fernsehen ausgestrahlt.

## Widmung
Die Widmung des Buches lautet:
„Für alle die, die ein eintöniges Leben leben in der Hoffnung, dass sie die Freuden und Gefahren des Abenteuers aus zweiter Hand erfahren.“
Diese eher skurrile Widmung ist eine von zweien, in denen sich Agatha Christie direkt an ihre Leser wendet. Die andere steht in dem vorletzten Roman mit Tommy und Tuppence, Lauter reizende alte Damen, aus dem Jahr 1968.